# Прилуки
Прилуки (укр. Прилуки) град је Украјини у Чернихивској области. Према процени из 2023. у граду је живело 53.174 становника.

## Становништво
Према процени, у граду је 2012. живело 58.852 становника.
| 1979.  | 1989.  | 2001.  | 2012.  |
| ------ | ------ | ------ | ------ |
| 65.303 | 71.954 | 64.861 | 58.852 |

## Градови побратими
- Kościerzyna in Poland